# Гомер-Сіті (Пенсільванія)
Гомер-Сіті (англ. Homer City) — місто (англ. borough) в США, в окрузі Індіана штату Пенсільванія. Населення — 1730 осіб (2020).

## Географія
Гомер-Сіті розташований за координатами 40°32′27″ пн. ш. 79°9′36″ зх. д. / 40.54083° пн. ш. 79.16000° зх. д. (40.540735, -79.159950).  За даними Бюро перепису населення США в 2010 році місто мало площу 1,45 км², з яких 1,43 км² — суходіл та 0,02 км² — водойми.

## Демографія
Згідно з переписом 2010 року, у селищі мешкало 1707 осіб у 786 домогосподарствах у складі 474 родин. Густота населення становила 1176 осіб/км².  Було 843 помешкання (581/км²).
Расовий склад населення:
| - 98,1 % — білих - 0,4 % — чорних або афроамериканців - 0,2 % — корінних американців - 0,2 % — азіатів |

До двох чи більше рас належало 1,1 %. Частка іспаномовних становила 0,3 % від усіх жителів.
За віковим діапазоном населення розподілялося таким чином: 18,1 % — особи молодші 18 років, 61,6 % — особи у віці 18—64 років, 20,3 % — особи у віці 65 років та старші. Медіана віку мешканця становила 44,8 року. На 100 осіб жіночої статі у селищі припадало 95,8 чоловіків;  на 100 жінок у віці від 18 років та старших — 88,7 чоловіків також старших 18 років.
Середній дохід на одне домашнє господарство  становив 53 305 доларів США (медіана — 43 452), а середній дохід на одну сім'ю — 65 102 долари (медіана — 56 141). Медіана доходів становила 39 306 доларів для чоловіків та 33 952 долари для жінок. За межею бідності перебувало 11,9 % осіб, у тому числі 14,0 % дітей у віці до 18 років та 4,3 % осіб у віці 65 років та старших.
Цивільне працевлаштоване населення становило 824 особи. Основні галузі зайнятості: освіта, охорона здоров'я та соціальна допомога — 28,3 %, роздрібна торгівля — 14,7 %, виробництво — 10,3 %, фінанси, страхування та нерухомість — 8,3 %.